# Gamás
Gamás is een plaats (község) en gemeente in het Hongaarse comitaat Somogy. Gamás telt 857 inwoners (2001).